# Mitchell Ivey
Mitchell „Mitch“ Ivey (* 2. Februar 1949 in San José, Kalifornien) ist ein ehemaliger Schwimmer aus den Vereinigten Staaten. Er gewann je eine olympische Silber- und Bronzemedaille.

## Karriere
Der 1,80 m große Mitchell Ivey war Spezialist im Rückenschwimmen. Bei den Olympischen Spielen 1968 in Mexiko-Stadt war er der Zeitschnellste in den Vorläufen über 200 Meter Rücken. Im Finale gewann Roland Matthes aus der DDR mit einer Sekunde Vorsprung vor Mitchell Ivey, der seinerseits drei Zehntelsekunden Vorsprung auf seinen Landsmann Jack Horsley hatte.
Zwei Jahre später startete Ivey als Student der California State University, Long Beach bei der Universiade in Turin. Er siegte über 100 Meter Rücken, über 200 Meter Rücken und mit der 4-mal-100-Meter-Lagenstaffel.
Bei den Olympischen Spielen 1972 in München fand zunächst der Wettbewerb über 100 Meter Rücken statt. Ivey war sowohl im Vorlauf mit 58,15 Sekunden der schnellste Schwimmer als auch im Halbfinale mit 57,99 Sekunden. Im Endlauf siegte Roland Matthes vor Michael Stamm und John Murphy. Als drittbester Schwimmer aus den Vereinigten Staaten belegte Ivey in 58,48 Sekunden den vierten Platz. Seine Zeiten aus Vorlauf und Halbfinale hätten im Finale zum Gewinn der Bronzemedaille ausgereicht. Ins Finale über 200 Meter Rücken zog Ivey mit der sechstschnellsten Vorlaufzeit ein. Wie über 100 Meter siegte Roland Matthes vor Michael Stamm, Ivey steigerte sich gegenüber dem Vorlauf um fünf Sekunden und erhielt die Bronzemedaille. Im Vorlauf der Lagenstaffel schwammen Mitchell Ivey, John Hencken, Gary Hall und Dave Fairbank die schnellste Zeit. Im Finale siegten Michael Stamm, Tom Bruce, Mark Spitz und Jerry Heidenreich mit neuem Weltrekord vor der Staffel aus der DDR. Entsprechend den bis 1984 gültigen Regeln erhielten die Schwimmer, die nur im Vorlauf eingesetzt wurden, keine Medaille.
Mitchell Ivey hatte zunächst das College der Stanford University besucht, war aber dann nach Long Beach an die California State University gewechselt, wo er 1972 graduierte. Als Mitglied des Santa Clara Swim Club gewann er während seiner aktiven Laufbahn drei Meistertitel der Amateur Athletic Association.
Mitchell Ivey war nach seiner aktiven Laufbahn als Schwimmtrainer tätig. Ihm wurde später vorgeworfen, seine Trainerfunktion für die Aufnahme sexueller Beziehungen zu minderjährigen Schwimmerinnen missbraucht zu haben. 2013 wurde er als Trainer lebenslänglich gesperrt.
Mitchell Ivey ist der Vater des Basketballspielers Jeb Ivey.